# Канага (вулкан)
Канага — активный стратовулкан на северной оконечности острова Канага, расположенного в южной Алеутских островов. Находится в 37 км к юго-востоку от города Адака и в 225 км к северо-востоку от города Атки.
Представляет собой симметричный конус высотой 1307 метров с диаметром на уровне моря в 4,8 км. Состоит из базальтовых и андезитовых лавовых прослоев, вулканических шлаков и пирокластических горных пород. Диаметр кратера составляет около 200 м, глубина — 60 метров, в котором имеются несколько жерловых агломератов и действующих фумарол. Многослойная мантия из вулканического пепла и пемзы занимает значительную часть северной половины острова.
Ближе к вершине склоны вулкана покрыты более молодой андезитовой и базальтовой пемзой — более молодой, чем та, что составляет мантию. На расстоянии до 4 км от вершины обнаруживаются скалистые фрагменты, доставленные извержениыми, а также образовавшиеся в результате их падения кратеры. Четыре андезитовых потока тянутся от трещин в районе вершины в южном, юго-западном и северо-восточном направлениях.